# Мордвин (хутор)
Мордвин — хутор в Кореневском районе Курской области. Входит в состав Шептуховского сельсовета.

## География
Хутор находится на реке Бык (приток Апоки в бассейне Сейма), в 73 км к юго-западу от Курска, в 24,5 км к северо-востоку от районного центра — посёлка городского типа Коренево, в 6 км от центра сельсовета  — села Шептуховка.
Климат
Мордвин, как и весь район, расположен в поясе умеренно континентального климата с тёплым летом и относительно тёплой зимой (Dfb в классификации Кёппена).

## Население
| 2002 | 2010 |
| ---- | ---- |
| 18   | ↘12  |

## Инфраструктура
Личное подсобное хозяйство. Много фруктовых садов. В хуторе 25 домов.

## Транспорт
Мордвин находится в 19 км от автодороги регионального значения 38К-030 (Рыльск — Коренево — Суджа), в 4,5 км от автодороги 38К-024 (Льгов — Суджа), в 11,5 км от автодороги межмуниципального значения 38Н-563 (38К-030 — Журавли подъездом к с. Ольговка), в 2 км от автодороги 38Н-564 (38К-030 — Каучук — 38К-024), в 4 км от автодороги 38Н-727 (Шептуховка — Сафоновка — Общий Колодезь с подъездом к с. Скрылёвка), в 8 км от ближайшего ж/д остановочного пункта 378 км (линия 322 км — Льгов I).
В 135 км от аэропорта имени В. Г. Шухова (недалеко от Белгорода).

## Достопримечательности
- Братская могила